# Hundert Mann und ein Befehl / In 24 Stunden / Eine Handvoll Reis / Wir
Hundert Mann und ein Befehl / In 24 Stunden / Eine Handvoll Reis / Wir ist das 37. Extended-Play-Album des österreichischen Schlagersängers Freddy Quinn, das 1966 im Musiklabel Polydor (Nummer 60 130) in Frankreich hergestellt und veröffentlicht wurde. Der Druck geschah durch Dillard et Cie. Imp. Paris.

## Schallplattenhülle
Auf der Schallplattenhülle ist Freddy Quinn in Profilansicht zu sehen, sein weißes Unterhemd und das Jeanshemd darüber ist nur in der Höhe des Kragens sichtbar. Da er das Hemd offen trägt, ist der oberste Teil der Brustbehaarung sichtbar. In roten Großbuchstaben ist der Schriftzug „Freddy“ rechts oben und die Liedtitel rechts unten zu lesen.

## Musik
Hundert Mann und ein Befehl ist die deutsche Coverversion des englischen Lieds The Ballad of the Green Berets, das von Robin Moore geschrieben und von Barry Sadler gesungen wurde. Für Quinns Version wurde das Lied von Ernst Bader adaptiert.
In 24 Stunden, Eine Handvoll Reis und Wir wurden von Lotar Olias geschrieben; bei Eine Handvoll Reis war Fritz Graßhoff und bei Wir Fritz Rotter beteiligt.
Alle vier Titel wurden im Jahr 1966 als Single veröffentlicht.

## Titelliste
Das Album beinhaltet folgende vier Titel:
- Seite 1

1. Hundert Mann und ein Befehl
2. In 24 Stunden

- Seite 2

1. Eine Handvoll Reis
2. Wir